# Шчучинск
Шчучинск (на казахски: Щучинск; на руски: Щучинск) е курортен град в Северен Казахстан, Акмолинска област. Той е административен център на Бурабайски район, който е бил наречен на него Шчучински район до 2009 г.

## География
Градът се намира на 70 км югоизточно от административния център на областта Кокшетау. Разположен е на югозападния бряг на езерото Шчучье (Щучье озеро – Щуково езеро), което е от групата на Боровите езера (Боровые озёра), образувани от падане на метеорит. Поради разнообразнието от флора (757 вида) и фауна (305 вида) – в сравнение с еднообразните степи наоколо, и произхода им районът на Боровите езера с обща площ от 1299,35 кв. километра е обособен в Държавен национален природен парк «Бурабай» през 2000 г.
Градът, граничещ с парка Бурай, се развива като лечебно-оздравителен курорт. Той е най-голямото селище в Щучинско-Боровската курортна зона.

## История
През 1850 г. се създава селището Шчучинский (Щучинский), което става форпост на сибирските казаци с административен център в Омск. Там скоро се заселват и селяни след селските реформи от средата на ХІХ век. Получава статут на станица, селището вече е наричано Шчучинска (Щучинская).
В района на близките Чебачи езера се добива злато от 1890-те години. По време на Гражданската война казаците се съпротивляват, но установяват съветска власт още през 1919 г. Селището става село Шчуче (Щучье). Свързва се (1925) чрез железопътна линия с град Кокчетав, изграждат се железопътни депа – локомотивно и вагонно, а линията се продължава до въгледобивния басейн около гр. Караганда. Гара Курорт-Боровое става железопътен възел. Развива се промишленост.
На 20 май 1939 г. селището е обявено за град Щучинск. По онова време има вече 23 хил. жители. Населението бързо се увеличава за сметка на депортирани от родните им места етнически малцинства. По време на Втората световна война там са евакуирани и работят съветски учени, сред които академиците Владимир Вернадски, Глеб Кржижановски, Николай Зелински и др. Нов тласък за икономиката дава кампанията за усвояване на целините през 1950-те – 1960-те години.